# Elasmus narendrani
Elasmus narendrani är en stekelart som beskrevs av Karl-Johan Hedqvist 2004. Elasmus narendrani ingår i släktet Elasmus och familjen finglanssteklar.
Artens utbredningsområde är Sri Lanka. Inga underarter finns listade i Catalogue of Life.